# Iwan Podszywałow
Iwan Podszywałow (ros. Иван Подшивалов; ur. 4 kwietnia 1982 r. w Kołomnie) – rosyjski wioślarz.

## Osiągnięcia
- Mistrzostwa Świata Juniorów – Zagrze 2000 – jedynka – 18. miejsce[1].
- Mistrzostwa Świata – Mediolan 2003 – dwójka podwójna – 23. miejsce[1].
- Mistrzostwa Świata – Monachium 2007 – ósemka – brak[1][2].
- Mistrzostwa Europy – Montemor-o-Velho 2010 – ósemka – 5. miejsce[1].